# Leontodon hellenicus
Leontodon hellenicus ist eine Pflanzenart aus der Gattung Löwenzahn (Leontodon) innerhalb der Familie der Korbblütler (Asteraceae).

## Beschreibung

### Vegetative Merkmale
Leontodon hellenicus ist eine ausdauernde krautige Pflanze, die Wuchshöhen von etwa 8 Zentimetern erreicht. Sie bildet eine senkrechte Pfahlwurzel. Der einzige oder die wenigen Stängel sind aufrecht.
Die zahlreichen Laubblätter sind in einer grundständigen Rosette angeordnet. Die Blattspreite ist bei einer Länge von 15 bis 55 Millimetern sowie einer Breite von 3 bis 15 Millimetern, spatelförmig; sie ist fast ganzrandig oder buchtig gezähnt.
Die oberirdischen Pflanzenteile sind steif behaart. Die Laubblätter beiderseits gleichmäßig dicht mit kurz gestielten meist sechsstrahligen (seltener vier-, fünf- bis neunstrahligen) Sternhaaren besetzt. Die Sternhaare von Leontodon hellenicus haben vier bis sechs oder mehr waagrechte Strahlen, die länger als der Stiel der Haare ist. Sternhaare untereinander ziemlich gleich hoch: 200 bis 250 bis 295 μm; Strahlen waagrecht ausgebreitet, 315 bis 410 μm lang. Das Indument sieht graufilzig aus, weil die Strahlen der Sternhaare sich ein wenig übergreifen. Auf dem Stängel gleichgestaltete Sternhaare wie auf den Blätter, aber etwas unregelmäßiger. Die Hüllblätter sind mit kleinen, unregelmäßigen Sternhaaren an den Rändern der äußern und lange, (zwei-) bis meist vierstrahlige Sternhaare am Mittelstreifen aller Hüllblätter.

### Generative Merkmale
Die Blütezeit reicht von April bis Juli. Leontodon hellenicus besitzt einzelstehende körbchenförmige Blütenstände, die vor der Anthese nicken. Das Involukrum ist 10 bis 13 Millimeter lang, die linear-lanzettlichen 12 bis 15 Millimeter langen Blütenhülle stehen in mehreren Reihen und sind fast schuppenartig angeordnet.
Der nicht gerade weiße Pappus wird aus zwei Reihen von Haaren gebildet die mehr von gezähnten als von federigen Borsten gebildet werden (die Äste sind kürzer als 0,1 Millimeter); die der äußeren Reihe sind kürzer als die der inneren.
Die Chromosomenzahl beträgt 2n = 8.

## Vorkommen
Dieser Endemit kommt nur östlich des Golfes von Arta auf den Bergen Chelidon und Kalliakouda in Evrytanya in Griechenland vor.
Leontodon hellenicus gedeiht auf steinigen Hängen und Kalkfelsen in Höhenlagen von 1750 bis 2000 Metern.

## Taxonomie
Die Erstbeschreibung von Leontodon hellenicus erfolgte 1966 durch Demetrios Phitos in der Österreichischen Botanischen Zeitschrift, Band 113, S. 272. Sie wird in den Verwandtschaftskreis von Leontodon incanus gestellt. Leontodon hellenicus ist eine Art aus der Gattung Leontodon, die nach ihren Merkmalen der Gruppe um Leontodon incanus nahe steht.